# Miki Rofū

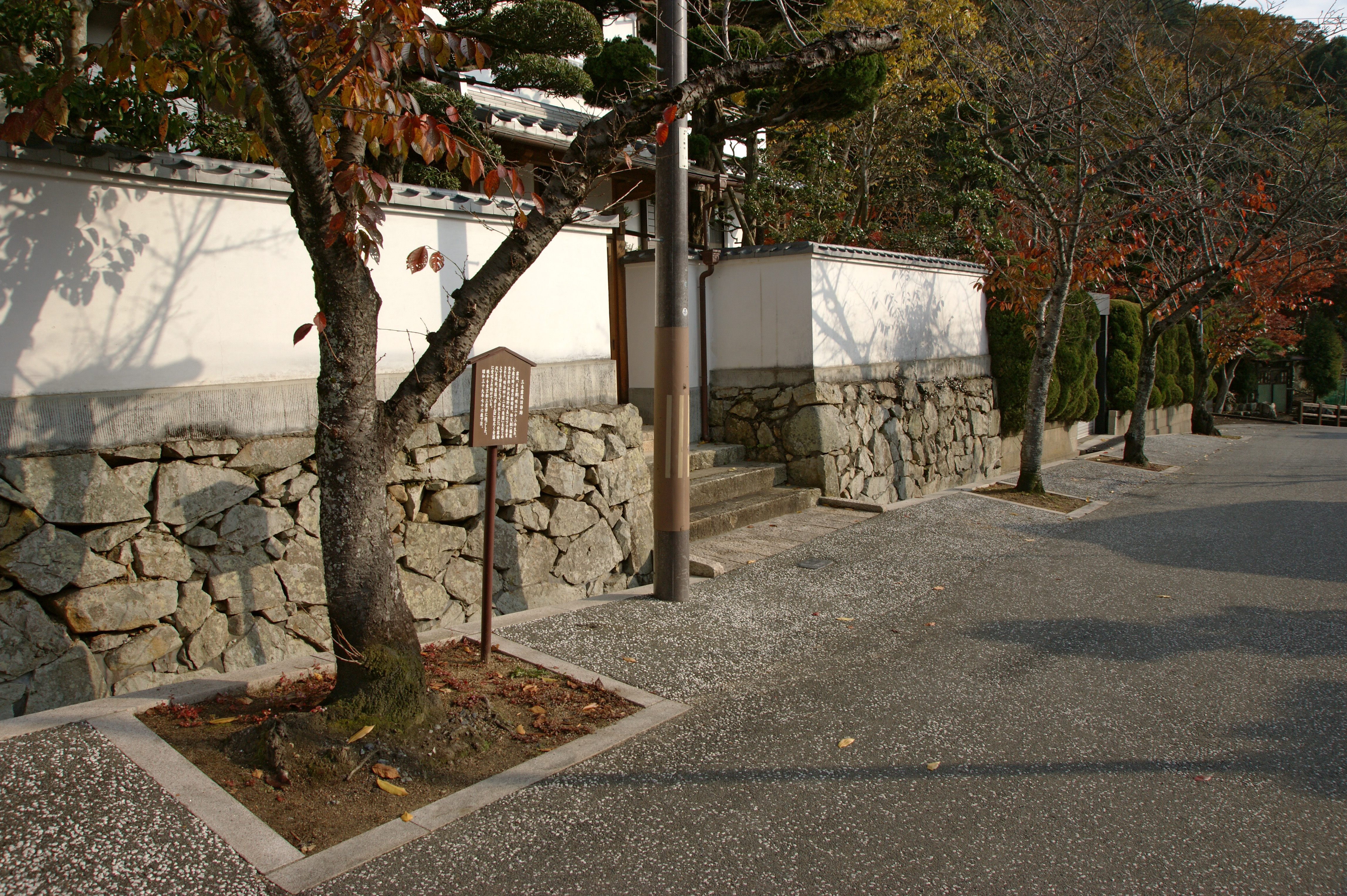
Rofūs Geburtshaus in Tatsuno

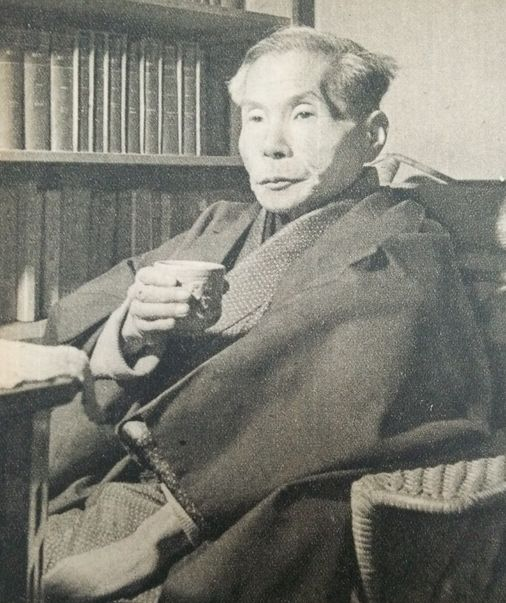
Miki Rofū

Miki Rofū (japanisch 三木 露風, wirklicher Name: Miki Masao (三木 操); * 23. Juni 1889 in Tatsuno in der Präfektur Hyōgo; † 29. Dezember 1964) war ein japanischer Dichter, Kinderbuchautor und Essayist. Rofū gilt als bedeutender Vertreter des japanischen Symbolismus.

## Leben
Rofū wurde in Tatsuno in der Präfektur Hyōgo als ältester Sohn von Setsujirō Miki und Kata Midorikawa (1869–1962) geboren. Kata Midorikawa heiratete bereits mit 15 Jahren. Sie war Krankenschwester und eine bedeutsame Persönlichkeit in der Frauenbewegung der Meiji-Zeit. Nach der Scheidung der Eltern 1874 wuchs Rofū bei seinem Großvater auf. Er besuchte die Grund- und Mittelschule in Tatsuno und schrieb bereits als Schüler Gedichte, Haikus und Tanka. Mit 17 Jahren veröffentlichte er seine erste Gedichtsammlung, mit 20 Jahren sein repräsentatives Werk „Haien“. Rofū galt als frühreifes Talent und er erzielte rasch zusammen mit Kitahara Hakushū große Aufmerksamkeit. Er studierte an der Waseda-Universität und an der Keiō-Universität Literatur.
Um 1918 schloss er sich den literarischen Bestrebungen um Suzuki Miekichis Zeitschrift „Akai Tori“ (赤い鳥, dt. „Roter Vogel“) an und kümmerte sich um Kinderliteratur. Drei Jahre später veröffentlichte er unter dem Titel „Shinjushima“ (真珠島) eine Sammlung von Kinderliedern. Darin enthalten war auch das von Yamada Kōsaku vertonte und bekannte Lied „Akatonbo“ (赤とんぼ, dt. „Heidelibelle“).
Von 1916 bis 1924 arbeitete Rofū in Kamiiso (heute: Hokuto) auf Hokkaidō in einem Trappisten-Kloster als Lehrer für Literatur. In dieser Zeit ließ er sich, 1922 auch taufen und trat dem katholischen Glauben bei. Dieser Aufenthalt und der Glaube finden u. a. ihren Niederschlag in dem Essay „Shūdōin seikatsu“ (修道院生活) und „Nihon katorikkukyōshi“ (日本カトリック教史). 1927 verlieh der Vatikan ihm für seine Schriften zum Katholizismus den Ritterorden vom Heiligen Grab zu Jerusalem.
1963 wurde er mit dem „Verdienstorden am purpurnen Band“ ausgezeichnet. Rofū starb 1962 im Alter von 75 Jahren während einer Taxifahrt an einer Hirnblutung. Postum wurde er mit dem Orden des Heiligen Schatzes ausgezeichnet. Seit 1985 veranstaltet seine Heimatstadt einen Wettbewerb für neue Kinderlieder, bei dem ein nach Rofū benannter Preis vergeben wird (三木露風賞, Miki Rofū-shō).

## Werke (Auswahl)

### Lyrik
- 1909 Haien (廃園)
- 1910 Sabishiki akebono (寂しき曙)
- 1913 Rofūshū (露風集)
- 1915 Ryōshin (良心)
- 1920 Sei to ai (生と恋)
- 1921 Shinjushima (真珠島)
- 1922 Shinkō no akebono (信仰の曙)
- 1926 Kami to hito (神と人)
- 1926 Trapisuto kashū (トラピスト歌集) - Anthologie

### Essays
- 1925 Shūdōin sappitsu (修道院雑筆)
- 1926 Shūdōin seikatsu (修道院生活)
- 1928 Waga ayumeru michi (我が歩める道)
- 1929 Nihon katorikkukyōshi (日本カトリツク教史)